# Kleine Kunstführer für Niedersachsen
Unter der Bezeichnung Kleine Kunstführer für Niedersachsen erschienen ab 1953 im Musterschmidt-Verlag in Göttingen mehrere Kunstführer über bedeutende Baudenkmäler der Harzregion und des südlichen Niedersachsen.
Herausgegeben wurden die Hefte im Auftrag des Kunsthistorischen Seminars der Universität Göttingen von Erdmute Siegfried. Als Vorbild dienten offenbar die im Verlag Schnell und Steiner erschienenen Kleinen Kunstführer.
Bis 1962 kamen insgesamt 21 Hefte mit schwarzweißen Abbildungen und Grundrisszeichnungen heraus, die zum Teil in mehreren Auflagen erschienen. Mit einem Abstand von 20 Jahren folgte 1982 das letzte Heft der Reihe mit der Nummer 22 über die Klosterkirche in Fredelsloh. Danach erschienen keine neuen Ausgaben mehr; in den folgenden Jahren wurden lediglich einige ältere Titel neu aufgelegt. Geplante Kunstführer über die Dorfkirche in Idensen, das Schloss Richmond bei Braunschweig, die Sixtus-Kirche in Northeim, die Stiftskirche zu Obernkirchen und über die Duderstädter Kirchen kamen nie zustande.  1993 wurde die Reihe mit einer völlig neu bearbeiteten Neuauflage des Kunstführers über das Alte Rathaus in Göttingen endgültig eingestellt.

## Erschienene Hefte
- 1: Das Rathaus zu Göttingen von Wulf Schadendorf (1953); 2., völlig veränderte Auflage von Jens-Uwe Brinkmann (1993)
- 2: Göttinger Kirchen von Wulf Schadendorf (1953)
- 3: Göttinger Universitätsbauten von Hans-Günther Sperlich (1954)
- 4: Die Kloster- und Wallfahrtskirche zu Nikolausberg von Hans Wille (1954)
- 5: Das Fagus-Werk Karl Benscheidt, Alfeld/Leine von Wulf Schadendorf (1954, 2. Auflage 1958)
- 6: Kloster Möllenbeck von Rüdiger Klessmann (1954, 4. Auflage 1989)
- 7: Die Marktkirche zu Hannover von Wulf Schadendorf (1954)
- 8: Hannoversche Kirchen von Wulf Schadendorf (1954)
- 9: Die Stiftskirche zu Königslutter von Jürgen Diestelmann (1954, 2. Auflage 1957, 4., unveränderte Auflage 1962, 6. Auflage 1985, 7. Auflage 1988)
- 10: Kloster Marienthal von Hans Wille (1954)
- 11: St. Jakobikirche zu Goslar von Carl Borchers (1954)
- 12: Stiftskirche Grauhof bei Goslar von Carl Borchers (1955, 2. Auflage 1957, 3., verbesserte Auflage 1961, 5. Auflage 1969, 7. Auflage 1981, 8. Auflage 1986, 9. Auflage 1992)
- 13: Duderstadt, St. Cyriacus von Wulf Schadendorf (1955, 2., unveränderte Auflage 1969)
- 14: Die Kaiserpfalz zu Goslar von Uvo Hölscher (1955, 2. Auflage 1962, 3. Auflage 1969, 5. Auflage 1987, 6. Auflage 1988)
- 15: St. Peter und Paul auf dem Frankenberge zu Goslar von Carl Borchers (1955)
- 16: Einbecker Bürgerhäuser von Erich Plümer (1956)
- 17: Schloß Berlepsch von Klaus Gallwitz (1956, 2. Auflage 1959, 3. Auflage 1962)
- 18: Kloster Lamspringe von Carl Borchers (1956, 2., verbesserte Auflage 1963, 4. Auflage 1991)
- 19: Schöppenstedt und Küblingen von Wolfgang Scheffler (1957)
- 20: Die Volkswagenwerke in Wolfsburg und Hannover von Volkmar Köhler (1958)
- 21: Die Marktkirche zum Heiligen Geist von Heinrich Lücke (1962)
- 22: Die Klosterkirche St. Blasii und Marien in Fredelsloh von Fritz Both (1982, 2. Auflage 1987)